# Красноселці
Красносе́лці (болг. Красноселци) — село в Тирговиштській області Болгарії. Входить до складу общини Омуртаг.

## Населення
За даними перепису населення 2011 року у селі проживали 208 осіб.
Національний склад населення села:
| Національність   | Кількість осіб | Відсоток |
| ---------------- | -------------- | -------- |
| турки            | 194            | 95,1%    |
| болгари          | 7              | 3,4%     |
| інша             | 0              | 0%       |
| Всього відповіли | 204            |          |

Розподіл населення за віком у 2011 році:
Динаміка населення: